# Episodi di The Wire (quarta stagione)
Negli Stati Uniti la quarta stagione della serie televisiva The Wire è stata trasmessa dal 10 settembre 2006 al 10 dicembre 2006 sul canale americano HBO. 
In Italia è stata trasmessa dal 6 novembre al 18 dicembre 2009 dal canale satellitare Cult.
| nº | Titolo originale   | Titolo italiano    | Prima TV USA      | Prima TV Italia  |
| -- | ------------------ | ------------------ | ----------------- | ---------------- |
| 1  | Boys of Summer     | Ragazzi in vacanza | 10 settembre 2006 | 6 novembre 2009  |
| 2  | Soft Eyes          | Ampie vedute       | 17 settembre 2006 | 6 novembre 2009  |
| 3  | Home Rooms         | Tutti a scuola     | 24 settembre 2006 | 13 novembre 2009 |
| 4  | Refugees           | Rifugiati          | 1º ottobre 2006   | 13 novembre 2009 |
| 5  | Alliances          | Alleanze           | 8 ottobre 2006    | 20 novembre 2009 |
| 6  | Margin of Error    | Election Day       | 15 ottobre 2006   | 20 novembre 2009 |
| 7  | Unto Others        | Omicidi irrisolti  | 29 ottobre 2006   | 27 novembre 2009 |
| 8  | Corner Boys        | Ragazzi di strada  | 5 novembre 2006   | 27 novembre 2009 |
| 9  | Know Your Place    | La cena            | 12 novembre 2006  | 4 dicembre 2009  |
| 10 | Misgivings         | Qualità della vita | 19 novembre 2006  | 4 dicembre 2009  |
| 11 | A New Day          | Un nuovo giorno    | 26 novembre 2006  | 11 dicembre 2009 |
| 12 | That's Got His Own | La stangata        | 3 dicembre 2006   | 11 dicembre 2009 |
| 13 | Final Grades       | Voti finali        | 10 dicembre 2006  | 18 dicembre 2009 |

## Ragazzi in vacanza
- Titolo originale: Boys of Summer
- Soggetto: David Simon, Ed Burns
- Scritto da: David Simon
- Diretto da: Joe Chappelle
- "Come agnelli al macello, qui." - Marcia Donnelly

### Trama
Ora che Daniels è diventato Maggiore, a capo dell'unità speciale è arrivato un nuovo Tenente prossimo alla pensione. In seguito alla morte di Bell ed alla condanna di Avon, Marlo si è impadronito dei principali angoli di spaccio; a Bodie viene assegnato un quartiere molto periferico e non riesce a far ingranare gli affari. I candidati a sindaco continuano i loro dibattiti; Carcetti organizza dei comizi in case di cura e quartieri poveri a maggioranza nera ma, nonostante i suoi sforzi, Royce continua ad essere favorito nei sondaggi. Alcuni ragazzini passano le vacanze estive lavorando per Bodie e Lex; 
uno di loro, Dukie, viene pestato da una banda rivale e gli altri 3 ragazzi decidono di vendicarsi: Randy propone di riempire dei palloncini di urina e lanciarglieli contro, ma alla fine sono costretti alla fuga. Prez inizia il suo nuovo incarico come insegnante. Daniels vorrebbe McNulty su un caso, ma Jimmy rifiuta e sceglie di continuare a fare l'agente di pattuglia. Lex è molto arrabbiato perché ora la sua ex frequenta Fruit (uno degli uomini di Marlo) e dice a Bodie che prima o poi lo ucciderà; quella sera, decide di aspettare la coppia all'uscita di un locale e spara in testa al ragazzo. Marlo ne dispone l'uccisione e la affida a Chris e Snoop (una ragazza), che si occupano degli omicidi per conto della banda; portano le loro vittime in fabbricati disabitati e, dopo averle uccise, le ricoprono di calce viva e teli di plastica. Kevin va da Randy e gli chiede di dire a Lex che la sua ex lo aspetta al parco, dove invece sono ad aspettarlo Chris e Snoop. Kevin torna da Randy con il fine di pagarlo per il suo aiuto e così il ragazzino si rende conto di aver contribuito, suo malgrado, alla morte di Lex.

## Ampie vedute
- Titolo originale: Soft Eyes
- Soggetto: Ed Burns, David Mills
- Scritto da: David Mills
- Diretto da: Christine Moore
- "Continuerò a svegliarmi bianco in una città che non lo è." - Carcetti

### Trama
Herc ora fa parte della scorta del sindaco Royce ma, dopo averlo colto in flagrante in atteggiamenti compromettenti, cerca di capire come trasformare questa cosa in un'opportunità per avanzare di carriera. Si scopre che Wee-Bey è il padre di Namond quando quest'ultimo va a trovarlo in prigione; il padre gli chiede come stiano i suoi pesci e gli consiglia di prendere sul serio il suo lavoro per Bodie. Bunk indaga sull'omicidio di Fruit e cerca Lex, ma nessuno sa dargli informazioni su dove si trovi. In palestra, le madri di alcuni dei suoi ragazzi flirtano palesemente con Cutty. Freamon dice a Rhonda di inviare un mandato di comparizione al Senatore Davies; la donna è contraria in quanto le elezioni sono alle porte, ma capisce che Lester aspettava proprio questo, ovvero poter vedere la reazione del politico di fronte ad un possibile scandalo. Bubbles cerca di insegnare al giovane Sherrod come guadagnare un po' di soldi, ma in realtà vorrebbe che ritornasse a scuola. Quando il ragazzo decide di farlo, vanno a fare richiesta d'iscrizione proprio nella scuola in cui insegna Prez. Marlo dà ai ragazzini del quartiere dei soldi per fare in modo che possano comprare abiti e quant'altro possa servirgli per il primo giorno di scuola; il giovane Michael, però, li rifiuta. Lo stesso ragazzino si fa notare anche nella palestra di Cutty, per la sua attitudine naturale alla boxe.

## Tutti a scuola
- Titolo originale: Home Rooms
- Soggetto: Ed Burns, Richard Price
- Scritto da: Richard Price
- Diretto da: Seith Mann
- "Adoro il primo giorno, sono tutti così amichevoli." - Namond Brice

### Trama
Marlo riconosce il buon lavoro fatto da Bodie e ora che quell'angolo di spaccio ha preso piede vuole impossessarsene, perciò gli propone di acquistare la droga da lui o di sgomberare. Ora che i sondaggi danno Carcetti a soli 8 punti da lui, Royce intraprende una linea dura contro il suo rivale. Al Dipartimento, in seguito ai mandati emanati contro personalità politiche di spicco, Rawls decide di troncare la cosa sostituendo il tenente a capo dell'Unità Speciale con un altro, al fine di riportare in strada gli agenti ed allontanarli da quest'indagine che si sta rivelando scomoda per chi siede ai piani alti. In assemblea, Proposition Joe suggerisce di tentare nuovamente di convincere Marlo a collaborare con loro. Bunk va a cena da Jimmy e Beatrice ed è sorpreso di trovare l'uomo completamente a suo agio in quella nuova situazione. Colvin ora è il capo della sicurezza di un albergo ma, in seguito al suo tentativo di punire un cliente molto importante, viene licenziato. Durante il primo giorno di scuola, Prez ha non pochi problemi ad adattarsi al temperamento dei suoi ragazzi e non riesce a farsi rispettare. Inoltre rimane sconcertato quando, in seguito ad una lite, una delle sue studentesse ferisce al viso l'altra con un coltello. Il sindaco Royce chiede di incontrare Herc e fa una telefonata per lui al fine di procurargli un avanzamento di carriera, per garantirsi il suo silenzio sul compromettente avvenimento a cui l'uomo ha assistito. Uno psicologo chiede a Colvin di aiutarlo nel suo progetto per prevenire lo sviluppo di comportamenti violenti e sbagliati nei ragazzini molto giovani. Il nuovo tenente dell'unità inizia subito ad inimicarsi gli agenti, portando Kima a chiedere di essere trasferita e Freamon ad un colloquio con Rawls, il quale gli intima di chiudere la sua indagine e tornare magari alla omicidi.

## Rifugiati
- Titolo originale: Refugees
- Soggetto: Ed Burns, Dennis Lehane
- Scritto da: Dennis Lehane
- Diretto da: Jim McKay
- "Non vince nessuno. C'è solo qualcuno che perde più lentamente." - Prez

### Trama
Kima viene trasferita alla Omicidi, dove incontra anche Freamon; nell'Unità Operativa ormai è rimasto solo Sydnor, che è stato rimesso a pattugliare le strade, e vengono aggiunti anche Herc e Dozerman. Proposition Joe va personalmente da Marlo per convincerlo ad entrare nella sua organizzazione ma il giovane, ancora una volta, rifiuta. Bunk continua ad indagare su Lex, ma Freamon gli fa capire che probabilmente è morto; tutto sembra collegarsi alla banda di Marlo, ma il detective si domanda dove vengano fatti sparire i corpi, dato che non vengono mai ritrovati. Chris e Snoop sono interessati a Michael e in particolare alla possibilità di convincerlo a lavorare per loro. Proposition Joe convince Omar a fare irruzione durante una partita di poker clandestina a cui partecipa Marlo, promettendogli i 3/4 del bottino; Marlo, però, giura vendetta. Nel Consiglio, il sindaco Royce decide di fare marcia indietro; benché all'inizio avesse promesso di appoggiare la candidatura di Marla Daniels, Watchins scopre ora, invece, sta appoggiando Eunetta Perkins.

## Alleanze
- Titolo originale: Alliances
- Soggetto: David Simon, Ed Burns
- Scritto da: Ed Burns
- Diretto da: David Platt
- "Se stai con noi, sei dei nostri." - Chris Partlow

### Trama
Valchek passa a Carcetti la soffiata che il caso dell’omicidio del testimone è stato passato a Kima, che è ancora una novellina, e questo potrebbe essere una prova del fatto che Royce voglia insabbiare quel caso per qualche ragione. Utilizzare questa informazione, però, potrebbe rivelarsi pericoloso per Carcetti e così decide di passarla a sua volta a Gray, in modo da togliere comunque potenziali voti a Royce. A scuola, Prez cerca di inserire un regime un po’ più duro, sperando di riuscire a mettere in riga i ragazzi; questa tattica però non sembra funzionare e Namond becca una sospensione dalla direttrice. In seguito il ragazzo torna a chiedere scusa e Prez inizia a fraternizzare anche con Randy e Dukie. Tony Gray decide di rendere pubblico l’affare dell’omicidio ed il sindaco se la prende con Burrell e successivamente chiede a Rawls di sistemare la faccenda. Marlo viene a sapere che Proposition Joe sapeva cosa sarebbe successo alla partita di poker clandestina; inoltre, organizza il modo di incastrare Omar per fare in modo che venga incriminato per omicidio e mandato in carcere a vita. Chris e Snoop chiedono a Michael di entrare a far parte della loro banda. Prez viene a sapere da una sua alunna la brutta situazione in cui è costretto a vivere Dukie per via della sua famiglia. Colvin e lo psicologo continuano ad organizzare il loro progetto di rieducazione. I ragazzini pensano che Chris e Snoop trasformino le loro vittime in zombie, ma Dukie gli dice che, invece, li uccidono tutti; inoltre, per dar prova delle sue parole, li porta a vedere i cadaveri lasciati nelle case abbandonate. Watkins abbandona la squadra di Royce e decide di allearsi con Carcetti. Senza alcun permesso, Herc piazza una telecamera per spiare le mosse di Marlo, il quale però scopre la cosa.

## Election Day
- Titolo originale: Margin of Error
- Soggetto: Ed Burns, Eric Overmyer
- Scritto da: Eric Overmyer
- Diretto da: Dan Attias
- "Non cercare di fare da solo." - Norman Wilson

### Trama
Per avere la certezza di essere ripreso, Marlo organizza un finto scambio di droga e, come aveva previsto, degli agenti lo fermano. Brianna dice alla famiglia di Wee-Bey che non ci sono più abbastanza risorse per sostenerli economicamente; allora la madre di Namond spinge il figlio ad entrare nello spaccio di droga come suo padre, per iniziare a guadagnare soldi. Come organizzato da Marlo, Omar viene arrestato per l'omicidio della giovane commessa e viene scortato in prigione. A scuola, Randy viene accusato di aver fatto da complice in uno stupro; il ragazzo cerca di fare di tutto affinché non venga chiamata la sua madre adottiva e, all'improvviso, confessa di sapere di un omicidio. La direttrice ne parla con Prez; dopo una discussione di quest'ultimo con Daniels, il caso viene assegnato a Carver, il quale cerca di aiutare il ragazzino e di scoprire di più sull'accaduto. Il progetto di Colvin e dello psicologo inizia, ma i ragazzi interessati non ne sono molto contenti. Carcetti vince alle primarie; dopo i festeggiamenti, Teresa vorrebbe convincerlo ad avere un rapporto sessuale ma lui rifiuta. Cutty continua a flirtare con la madri dei suoi allievi, ma questo causa l'allontanamento di uno di loro.

## Omicidi irrisolti
- Titolo originale: Unto Others
- Soggetto: Ed Burns, William F. Zorzi
- Scritto da: William F. Zorzi
- Diretto da: Anthony Hemingway
- "Certo, come no. La famosa regola d'oro." - The Bunk

### Trama
A causa della taglia che Marlo ha messo sulla sua testa, Omar teme di essere ucciso da un momento all'altro in prigione; per questo ottiene un incontro con Bunk e spera di riuscire a farsi tirare fuori di lì, ma ottiene solo di essere spostato in un penitenziario più sicuro per il tempo necessario all'agente per indagare. Cutty vorrebbe che Spider tornasse ad allenarsi in palestra, ma il ragazzo continua ad essere rancoroso. A scuola, Prez si guadagna l'attenzione degli studenti spiegandogli come funziona il calcolo delle probabilità nel gioco dei dadi. Inoltre, nel deposito della biblioteca della scuola, trova dei computer e decide di portarne uno in aula, stimolando un forte interesse in Dukie. Proposition Joe suggerisce a Marlo di rubare la telecamera che lo sorveglia per capire se sia uno strumento dei federali. Dopo l'allontanamento da parte di Bubbles, Sherrod inizia a spacciare in una banda che si scontra con Namond. Kima continua ad indagare sull'omicidio del testimone (il caso che ha permesso a Carcetti di stracciare Royce alle primarie): si reca sulla scena del crimine e, grazie a delle prove che indicano le traiettorie dei proiettili utilizzati, scopre che la vittima era stata colpita per caso da una pallottola vagante sparata da un uomo che mirava a delle lattine; questo significa che la vittoria di Carcetti è stata dettata non da un omicidio che Royce cercava di coprire, ma da una morte accidentale di cui il precedente sindaco non sapeva nulla. A Rhonda viene proposto di guidare l'Unità Crimini Violenti. Randy viene riammesso a scuola e viene interrogato da Herc per il caso di Lex, il quale però non crede alla storia del ragazzino. Bubble chiede a Sherrod di tornare a casa da lui e gli dice che lo aspetterà lì quella sera, ma il ragazzo non si presenta.

## Ragazzi di strada
- Titolo originale: Corner Boys
- Soggetto: Ed Burns, Richard Price
- Scritto da: Richard Price
- Diretto da: Agnieszka Holland
- "Noi facciamo la nostra parte, però siamo in un sistema molto più grande." - Zenobia

### Trama
Colvin decide di cambiare approccio con i ragazzi scelti per il progetto di rieducazione; prova a farli ragionare nel loro contesto quotidiano, ovvero lo spaccio e la malavita, e riesce ad avere dei buoni risultati. Bunk cerca la collaborazione dei suoi colleghi per il caso di Omar, ma trova aiuto solo nel detective Holley. Chris e Snoop danno alle loro nuove reclute delle lezioni su come uccidere. Da un'attenta osservazione del negozio in cui è avvenuto l'omicidio, Bunk riesce a capire come sono andate davvero le cose e, con un mandato, porta il proprietario in tribunale. Prima della deposizione, però, l'uomo inizia a dire di essere stato drogato. Il patrigno di Michael ritorna a casa da loro e questo provoca un forte malessere nel ragazzo, soprattutto perché non vuole che l'uomo stia troppo a contatto con il suo fratellino. Herc e Dozerman perquisiscono l'auto di Chris e Snoop, pensando che avessero rubato loro la telecamera, ma non riescono a rendersi conto del reale utilizzo che i due fanno degli strumenti che trasportano nel veicolo. Carcetti incontra Daniels e gli propone di diventare il nuovo Colonnello della sezione Omicidi. Herc decide di cercare Little Kevin, pensando che potrebbe essere stato testimone della morte di Lex. Rawls si schiera contro Burrell. Chris e Snoop si sbarazzano di tutti i loro attrezzi.

## La cena
- Titolo originale: Know Your Place
- Soggetto: Ed Burns, Kia Corthron
- Scritto da: Kia Corthron
- Diretto da: Alex Zakrzewski
- "Invece di penare per aggiustare questa robaccia, si farebbe prima a buttarla via e ricomprarla." - Proposition Joe

### Trama
Poot è uscito di prigione ed è tornato a spacciare con Bodie. Dopo che Randy ha fatto il suo nome, la polizia cerca Little Kevin; durante l'interrogatorio quest'ultimo capisce che il ragazzino ha fatto la spia. Bunk fa uscire Omar di prigione, visto che Old Face Andre ha ritrattato la sua testimonianza; Marlo viene a saperlo e fa in modo che Chris e Snoop lo facciano sparire. Carcetti vuole mandare via Burrell, ma è necessario che non sembri un licenziamento e così decide di sostituirlo con Rawls e di trasformarlo in una sorta di "commissario fantoccio". A scuola, Colvin e gli assistenti sociali decidono di dare il via ad una gara: la squadra che per prima riuscirà a completare i propri modellini, senza usare le istruzioni, vincerà una cena in un ristorante del centro a scelta. A vincere sono Namond, Zenobia e Darnell e scelgono di andare in un ristorante molto sofisticato, ma ben presto si rendono conto di non essere fatti per luoghi del genere. Marlo accetta definitivamente la proposta di Proposition Joe ed entra a far parte dell'organizzazione. Daniels viene ufficialmente promosso a Colonnello. Michael chiede aiuto a Marlo per liberarsi del suo patrigno. Omar medita vendetta nei confronti di Marlo e Proposition Joe.

## Qualità della vita
- Titolo originale: Misgivings
- Soggetto: Ed Burns, Eric Overmyer
- Scritto da: Eric Overmyer
- Diretto da: Ernest Dickerson
- "Il mondo va da una parte, mentre la gente va dall'altra." - Poot

### Trama
Little Kevin viene rilasciato dalla polizia; dice a Marlo che Randy deve aver fatto la spia e gli giura di non aver detto neanche una parola sull'affare di Lex, ma Marlo non gli crede e lo fa sparire. Namond viene arrestato per spaccio ma mostra di aver molta paura di finire in riformatorio. Dato che sua madre è fuori città e nessun altro parente può occuparsi di lui, chiede di parlare con Colvin, il quale decide di fargli passare la notte a casa sua per poi lasciarlo libero la mattina seguente. Marlo fa mettere in giro la voce che Randy è uno spione ed alcuni ragazzi, a scuola, iniziano a guardarlo male. Bodie rimane molto turbato nell'apprendere che Little Kevin sia stato fatto fuori. Elena va a riprendere i figli che hanno passato la giornata con Jimmy e rimane molto sorpresa di trovarlo sobrio e molto più maturo. Dopo che Herc gli ha più volte dato buca nel momento del bisogno, Bubble decide di vendicarsi dandogli una falsa informazione: credendo di aver trovato i responsabili del furto della sua telecamera, Herc organizza una retata e perquisisce l'auto di un pastore del tutto innocente. Chris e Snoop uccidono il patrigno di Michael, Chris agisce in modo insolitamente brutale nell'esecuzione.

## Un nuovo giorno
- Titolo originale: A New Day
- Soggetto: David Simon, Ed Burns
- Scritto da: Ed Burns
- Diretto da: Brad Anderson
- "Se giochi nel fango, ti sporchi." - McNulty

### Trama
Carcetti deve decidere cosa fare in seguito alle azioni di Herc ed alle conseguenti lamentele da parte dei pastori della città. Rawls va da Daniels per proporre le varie alternative possibili per punire Herc. Daniels dice a Lester di creare nuovamente un'Unità Operativa.  Carcetti trova una nuova tattica per fare in modo che i problemi di manutenzione della città vengano risolti. Il progetto scolastico di Colvin e degli assistenti sociali viene sospeso. Randy viene aggredito da alcuni coetanei che lo accusano di essere una spia. Omar scopre che Marlo ha iniziato a far parte della "cooperativa" di Proposition Joe. Carver chiede a Bunk cosa sia successo con Randy, ma lui non capisce di cosa stia parlando; allora capiscono che Herc non ha fatto il suo dovere, perché lo ha mandato a casa senza portarlo prima alla omicidi, provocando al ragazzo dei seri guai. Dopo un'accesa discussione tra Bunk ed Herc, Lester chiede a quest'ultimo di raccontargli per filo e per segno cosa successe quella sera; inoltre, il detective racconta anche di aver perquisito l'auto di Chris e di averci trovato dentro arnesi da carpentiere, compresa una grossa sparachiodi. Omar minaccia Proposition Joe per sapere come riuscire a trovare Marlo. Prez dice a Lester e Bunk che Randy aveva mandato Lex in un parco giochi; arrivati sul posto, i due notano le abitazioni abbandonate lì vicino e Lester, analizzando i chiodi con cui sono state sigillate le entrate, intuisce che i cadaveri vengono portati lì dentro.

## La stangata
- Titolo originale: That's Got His Own
- Soggetto: Ed Burns, George P. Pelecanos
- Scritto da: George P. Pelecanos
- Diretto da: Joe Chappelle
- "Tutto qui?" - Bubbles

### Trama
Michael segue gli insegnamenti di Chris e Snoop. Lester e Bunk aprono una delle case sigillate con la sparachiodi e trovano il cadavere di Lex; i due vorrebbero continuare la ricerca degli altri corpi, ma vengono bloccati dai loro superiori che non vogliono un'impennata di omicidi irrisolti in città. Carcetti cerca di trovare una soluzione al decifit economico che attanaglia il sistema scolastico. Lester rimette in piedi l'Unità Operativa e richiama il precedente tenente, in modo da non essere intralciati durante le indagini. Il bambino che spaccia per Namond, Kenard, cerca di fregarlo e rubargli la droga; convinto da Michael, Namond va dal ragazzino ma non riesce a convincerlo a restituire ciò che ha preso e Michael decide di intervenire, pestandolo. Tale attacco di violenza lascia Namond molto turbato e decide di andar via senza farsi ridare la droga dal bambino. Per farla pagare all'uomo che lo deruba in continuazione, Bubbles decide di preparare una dose di droga avvelenata per ucciderlo. Prez fa fatica ad accettare il fatto che Dukie sarà promosso e dovrà andarsene, perché ormai si sente molto legato al ragazzo. Lester va a parlare con Daniels e lo convince a parlare con i suoi capi per acconsentire al prosieguo delle ricerche sui cadaveri, ma trova in Rawls un grosso ostacolo. Di nascosto, Lester, Bunk e McNulty vanno in un'altra casa chiusa con la stessa sparachiodi e ci trovano un altro cadavere. Sherrod assume per sbaglio la droga avvelenata preparata da Bubbles, il quale lo trova morto al suo risveglio. Carcetti ordina a Rawls di smetterla di pensare alle statistiche sul crimine e di iniziare a tirare fuori i cadaveri dalle case disabitate. D'accordo con Proposition Joe, Omar segue una consegna di droga per arrivare agli uomini di Marlo. In palestra, Michael aggredisce Namond e Cutty lo manda via. Quando poi va a cercarlo, alcuni altri uomini di Marlo gli sparano alle gambe. Nonostante la casa di Randy sia sempre sorvegliata, alcuni ragazzi trovano il modo di allontanare la pattuglia di turno e danno fuoco all'appartamento, provocando gravi ustioni alla signorina Anna e la rabbia di Randy verso Carver e le sue promesse.

## Voti finali
- Titolo originale: Final Grades
- Soggetto: David Simon, Ed Burns
- Scritto da: David Simon
- Diretto da: Ernest Dickerson
- "Se ci sono animali feriti chiamare il 410-844-6286." - Baltimora, tradizionale

### Trama
Lester e Kima si occupano delle ricerche dei cadaveri. Bubbles va alla omicidi per confessare di aver ucciso Sherrod; ha un forte crollo emotivo e tenta di impiccarsi nella stanza degli interrogatori. I detective riescono a salvarlo in tempo, ma capiscono che è stato un errore, che in fondo è innocuo, e decidono di rilasciarlo e mandarlo in una struttura di riabilitazione. Omar convince Proposition Joe a ricomprare da lui la stessa merce che gli aveva rubato. Ora che sua madre è in ospedale, Carver cerca di trovare una soluzione per Randy; si propone come affidatario ma gli assistenti sociali glielo negano e si vede costretto a portarlo presso una casa famiglia. In ospedale, un'infermiera è convinta che Cutty sia un delinquente ma, quando Colvin le spiega che in realtà non è così, è costretta a ricredersi e i due iniziano a frequentarsi. Carcetti deve scegliere se accettare o meno i soldi offertigli dal Governatore per risanare il debito scolastico; dopo aver capito che, in caso diventasse il nuovo Governatore da lì a due anni, potrebbe riuscire a cambiare davvero le cose, decide di rifiutarli. In seguito al ritrovamento del cadavere del suo amico Little Kevin, Bodie rimane molto turbato e in un impeto di rabbia spacca il finestrino di una volante della polizia e viene arrestato. McNulty si è affezionato al ragazzo e fa in modo che venga rilasciato dopo poche ore. I due pranzano insieme in un parco, ma alcuni degli uomini di Marlo li vedono e iniziano a pensare che il ragazzo stia facendo la spia; quella sera si verifica un agguato in cui Bodie viene ucciso per mano di O-Dog. Bunk e Kima riescono a trovare le prove che collegano Chris e Snoop agli omicidi ed ottengono un mandato per avere dei campioni del loro dna, sperando che prima o poi verrà trovato qualcosa per incastrarli. Colvin ottiene un incontro in carcere con Wee-Bey e lo convince a togliere Namond dalla strada e a permettergli di avere un futuro diverso. McNulty rimane profondamente dispiaciuto nello scoprire della morte di Bodie e decide di tornare nell'Unità Operativa. Dukie porta a Prez un regalo per ringraziarlo del suo aiuto; ma Prez decide di seguirlo e scopre che non va più a scuola e che ha iniziato a spacciare. Michael diventa a tutti gli effetti un killer per conto di Marlo. Alla casa famiglia, alcuni degli ospiti derubano e picchiano Randy, facendogli capire che nemmeno lì può considerarsi al sicuro. Namond va a stare in periferia, a casa di Colvin e sua moglie.